# Estatut d'Autonomia de Catalunya de 1932
L'Estatut d'Autonomia de Catalunya de 1932, oficialment Estatut de Catalunya i anomenat popularment Estatut de Núria, fou el primer estatut d'autonomia redactat a Catalunya. De caràcter sobiranista, l'estatut fou impulsat pel llavors president de la Generalitat, Francesc Macià, i aprovat en referèndum pel 99% dels votants. L'avantprojecte de l'Estatut va ser enllestit el 20 de juny de 1931 a Núria (Ripollès), i l'Estatut fou aprovat a les corts republicanes el 9 de setembre de 1932, després de ser fortament retallat per les corts espanyoles.

## Context
Les eleccions municipals del 12 d'abril de 1931 suposaren uns bons resultats pels partits d'esquerres i la implantació de la República a Espanya. A Catalunya, el recentment format partit Esquerra Republicana de Catalunya, obtingué una victòria aclaparadora. Aquest fet conduí al seu líder, Francesc Macià, a la proclamació de la República Catalana dins la Federació de Repúbliques Ibèriques i la formació del Govern de la República Catalana, presidit per ell mateix. Transcorreguts tres dies de govern, Macià rep la visita dels ministres Fernando de los Ríos, Marcel·lí Domingo i Lluís Nicolau d'Olwer. Després d'una llarga negociació, el President acceptà la reconversió del Govern de Catalunya en el Govern de la Generalitat de Catalunya i la tramitació d'un avantprojecte d'estatut d'autonomia que havia de ser objecte d'un plebiscit a Catalunya i ratificat per les futures corts constituents espanyoles.

## L'estatut
Després del compromís de Macià amb els ministres del Govern provisional de la República, fou aprovat un decret el 28 d'abril de 1931 pel Consell de Ministres que establia la composició provisional de la Generalitat: un Govern provisional o Consell, format pel president i els consellers; Diputació Provisional de la Generalitat, i uns comissaris delegats de la Generalitat a les províncies de Girona, Lleida i Tarragona.
Des de la seva creació, la Diputació Provisional de la Generalitat, formada per una assemblea de representants dels municipis de Catalunya, fou l'administració encarregada de presentar la ponència de l'Estatut i organitzar el seu plebiscit. Nomenà la Ponència de l'Estatut formada per onze diputats —Josep Puig i Pujades, Antoni Xirau i Palau, Pere Mías Codina, Domingo Piñana i Homedes, Lluís Companys, Josep Dencàs, Rafael Campalans, Jaume Bofill i Matas, Martí Esteve i Guau, Pere Coromines i Muntanya i Josep M. Serraclara i Costa—, el Consell de la Generalitat i els presidents de la Generalitat i Diputació. Tot seguit, fou designat una comissió redactora de l'estatut presidida per Jaume Carner i en formaren part Antoni Xirau, d'Esquerra Republicana; Rafael Campalans, de la Unió Socialista de Catalunya; Martí Esteve, del Partit Català Republicà, i Pere Coromines, com independent.
L'avantprojecte fou acabat de redactar a l'hotel de la vall de Núria el 20 de juny de 1931. Un dels principals punts de l'avantprojecte és que aquest definia Catalunya com un Estat dins la República Espanyola; aquesta pretensió no fou ben acceptada per la resta dels espanyols, motiu pel qual la clàusula quedà modificada, definint-se Catalunya com una regió autònoma dins d'Espanya. En addició, també oferia la possibilitat d'una futura autodeterminació per al poble català. A banda, l'Estatut donava a la Generalitat una ampla llista d'atribucions fins llavors impensables, com foren competències en el camp de l'educació i la sanitat, i la creació d'un tribunal de justícia català. Els tràmits parlamentaris a les Corts espanyoles retallen el projecte inicial, titllant-lo d'ambiciós i excessivament pretensiós.

## Tràmits

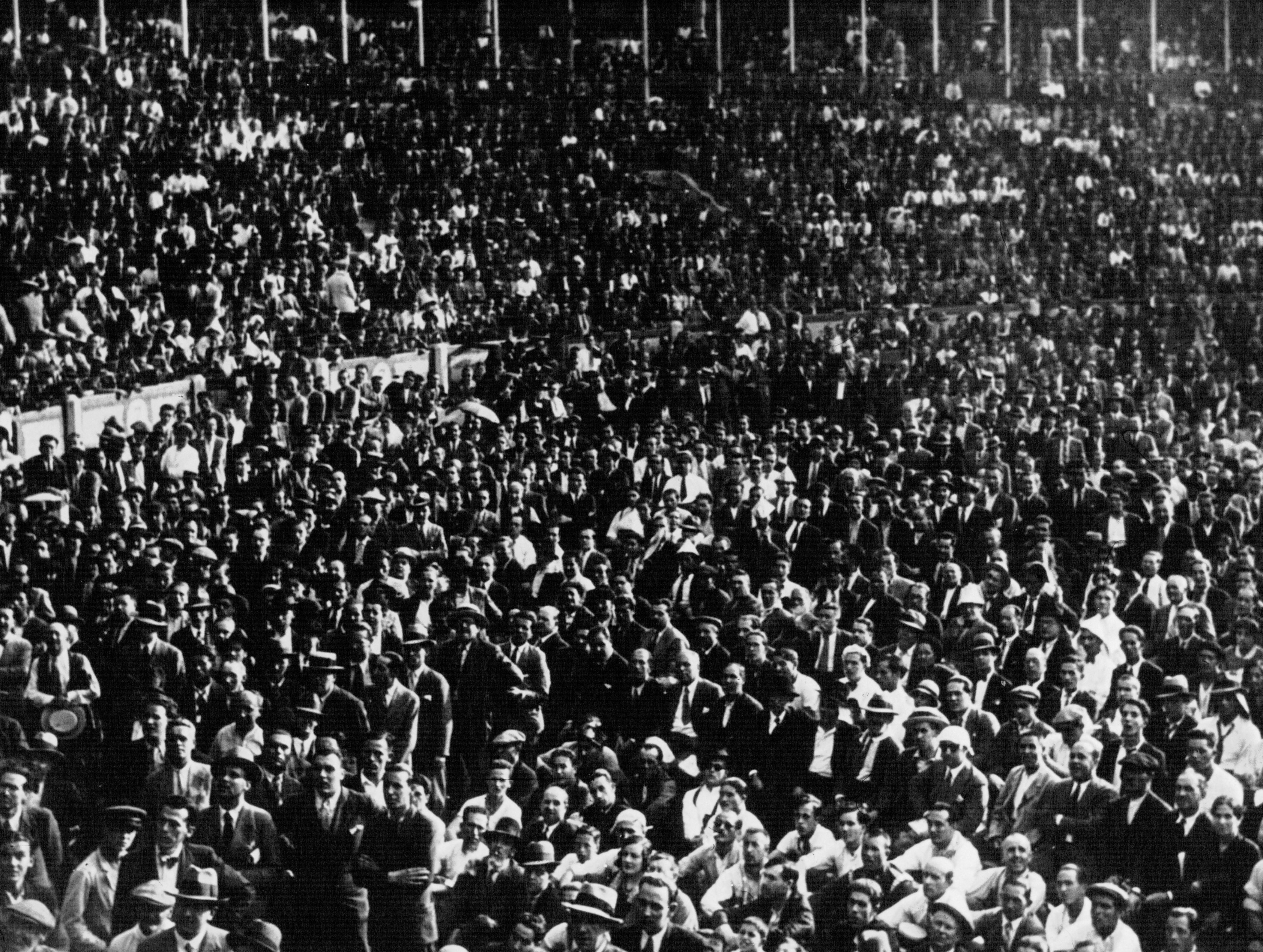
Manifestació contra l'Estatut

L'estatut fou aprovat en diferents fases. En primer lloc, fou aprovat per la Diputació provisional, després per la Generalitat de Catalunya i, finalment, pels ajuntaments catalans, que hi estigueren d'acord quasi unànimement en el plebiscit municipal del 26 de juliol de 1931. Seguidament, el referèndum popular fou celebrat el 2 d'agost, hi participà al voltant d'un 75% del cens electoral i obtingué un 99% de vots favorables, quasi la unanimitat dels vots que hi haguera foren a favor. A més, les dones li van donar suport amb més de 400.000 signatures d'adhesió a l'estatut, ja que no podien votar segons la llei. L'11 d'agost la Generalitat va declarar oficial el projecte d'estatut i tot seguit fou portat a les Corts per a la seva ratificació. El 13 d'agost Francesc Macià va fer el lliurament del projecte al president del Govern provisional de la República, Niceto Alcalà-Zamora, i fou presentat a les Corts el 18 d'agost.
D'aquesta manera, l'avantprojecte del primer estatut d'autonomia concedit a una regió espanyola fou aprovat per àmplia majoria popular. Després d'un cop d'estat frustrat del general Sanjurjo, les Corts generals aprovaren l'estatut català el 9 de setembre de 1932 retallant-lo fortament respecte al projecte d'estatut del 1931.

## Aplicació
L'estatut de Núria tingué una vida relativament curta; fou vigent des de la seva aprovació fins que, després de la victòria de la CEDA en les eleccions generals de 1933, i els problemes posteriors que porten als fets del sis d'octubre, fou tot seguit suspès. Més tard, quan succeí la victòria del Front Popular el febrer del 1936, l'Estatut es restablí fins a l'acabament de la Guerra Civil, quan fou derogat de forma final; el general Franco ja el va derogar el 5 d'abril de 1938 a la zona que territorialment dominava de Catalunya.